# Calliephialtes coxatus
Calliephialtes coxatus là một loài tò vò trong họ Ichneumonidae.